# راؤول مندوزا
راؤول مندوزا (بالإسبانية: Raúl Mendoza)‏ هو مصارع محترف مكسيكي، ولد في 16 سبتمبر 1991 في كوردوبا، المكسيك في المكسيك.

## وصلات خارجية
- راؤول مندوزا على موقع دبليو دبليو إي (الإنجليزية)
- راؤول مندوزا على موقع CageMatch worker (الإنجليزية)
- راؤول مندوزا على موقع عالم المصارعة على الإنترنت (الإنجليزية)
- راؤول مندوزا على موقع عالم المصارعة على الإنترنت (الإنجليزية)

- راؤول مندوزا على موقع IMDb (الإنجليزية)
- راؤول مندوزا على موقع قاعدة بيانات الفيلم (الإنجليزية)